# Anders Sonesson
Anders Sonesson, född 28 september 1893 i Brösarps socken, död 16 juni 1970, var en svensk läkare och tandläkare.
Anders Sonesson var son till lantbrukaren Hans Sonesson. Han blev student 1914 i Lund och studerade därefter vid universitetet där och blev medicine kandidat 1920, medicine licentiat 1925 och medicine doktor 1950. Efter diverse förordnanden hade han 1924 och 1925 amanuenstjänst vid Lunds lasaretts röntgeninstitut och radiologiska avdelning samt var underläkare 1926–1928 och tillförordnad överläkare i flera perioder under samma tid. 1925–1935 hade han ett flertal förordnanden som röntgenläkare vid olika lasarett. Sonesson var bataljonsläkare 1928–1931 och blev 1931 bataljonsläkare i Fältläkarkårens reserv. Från 1931 var han praktiserande läkare och tandläkare i Malmö med röntgen och tandsjukdomar som specialitet. 1948 förordnades han att uppehålla professuren i dental röntgendiagnostik vid den detta år inrättade Tandläkarhögskolan i Malmö, och 1951–1961 innehade han professuren. 1968 blev han odontologie hedersdoktor vid Lunds universitet. Sonesson publicerade ett flertal vetenskapliga arbeten särskilt inom dental röntgendiagnostik och behandlade därvid främst käktumörer, som i doktorsavhandlingen Odontogenic Cysts and Cystic Tumours of the Jaws (1950, Acta radiologica, supplement 81).